# Pierre Failliot
Pierre Failliot, född 25 februari 1889 i Paris, död 31 december 1935 i Paris, var en fransk friidrottare.
Failliot blev olympisk silvermedaljör på 4 x 400 meter vid sommarspelen 1912 i Stockholm.